# Nesodden
Nesodden es un municipio en la provincia de Akershus, Noruega. Es parte del distrito tradicional de Follo, tiene una población de 18 372 habitantes según el censo de 2015 y su centro administrativo es el pueblo de Nesoddtangen. La parroquia de Næsodden se estableció como municipio el 1 de enero de 1838. El nuevo municipio de Oppegård fue separado de Nesodden el 1 de julio de 1915.

## Información general

### Nombre
El nombre (nórdico antiguo: Nesoddi) es el nombre de un antiguo distrito. El primer elemento es nes que significa «punta» o «cabo» y el último elemento es odde que significa «punto».
La punta de la península es actualmente llamado Nesoddtangen, donde el último elemento es tange, que significa «escupir». De hecho, los tres elementos de este nombre tienen (casi) el mismo significado.

### Escudo de armas
El escudo de armas es de tiempos modernos. Se le concedió el 12 de diciembre de 1986. El escudo muestra un triángulo de plata sobre un fondo azul, como arma parlante de la posición geográfica del municipio, que está situado en una península en el fiordo de Oslo.

## Geografía
Nesodden se encuentra en la punta de la península entre los principales fiordo de Oslo y su brazo Bunnefjorden. Incluye los pueblos de Hellvik, Fjellstrand, Bjornemyr, Nesoddtangen y Fagerstrand. Nesoddtangen tiene conexiones de transbordadores de pasajeros con Bærum y Oslo (23 min).